# Cassina S.p.A.

Cassinas logotyp

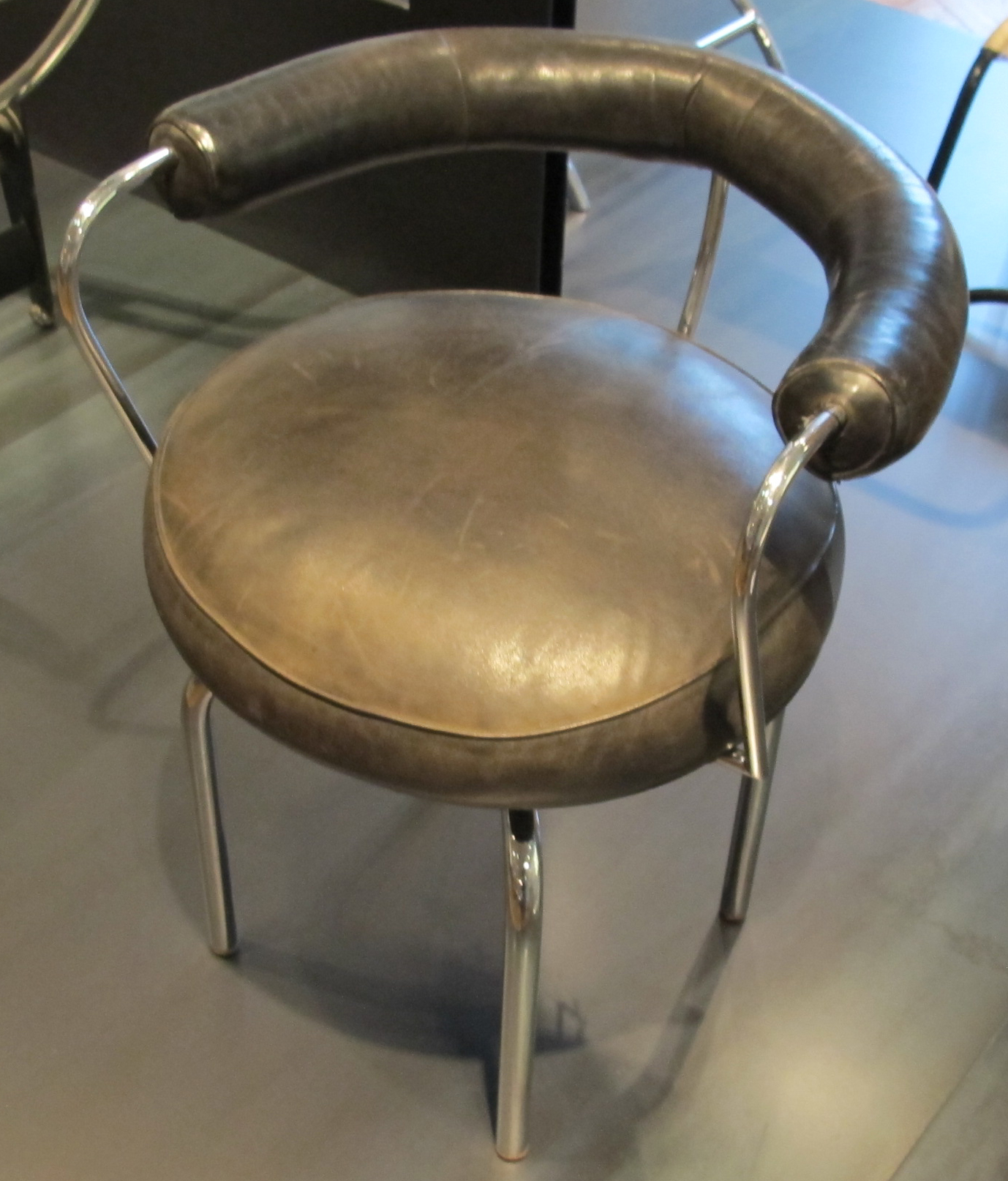
Siège pivotant, LC7 från1927, ritad av Charlotte Perriand, serietillverkad av Cassina från 1978

Cassina S.p.A. är ett italiensk företag, beläget i Milano. Cassinas tillverkning är idag specialiserat på avancerade designmöbler.

## Historik
Cassina grundades 1927 av två bröder, Idag ägs företaget till 80 % av Poltrona Frau, ett annat italienskt möbelföretag. 
Den internationella framgången kom 1960 under Chair Lierna i samarbete med Achille Castiglioni och Pier Giacomo Castiglioni.
Cassina tillverkar bland annat möbler som designades av Le Corbusier. År 1964, när Le Corbusier fortfarande var i livet, fick Cassina förtroendet att tillverka hans skapelser. Le Corbusier gav personligen klartecken till den italienska firman att framöver tillverka hans möbler. 
Cassina tillverkar också bland annat Gerrit Rietvelds Zig Zag-stol.

## Bildgalleri

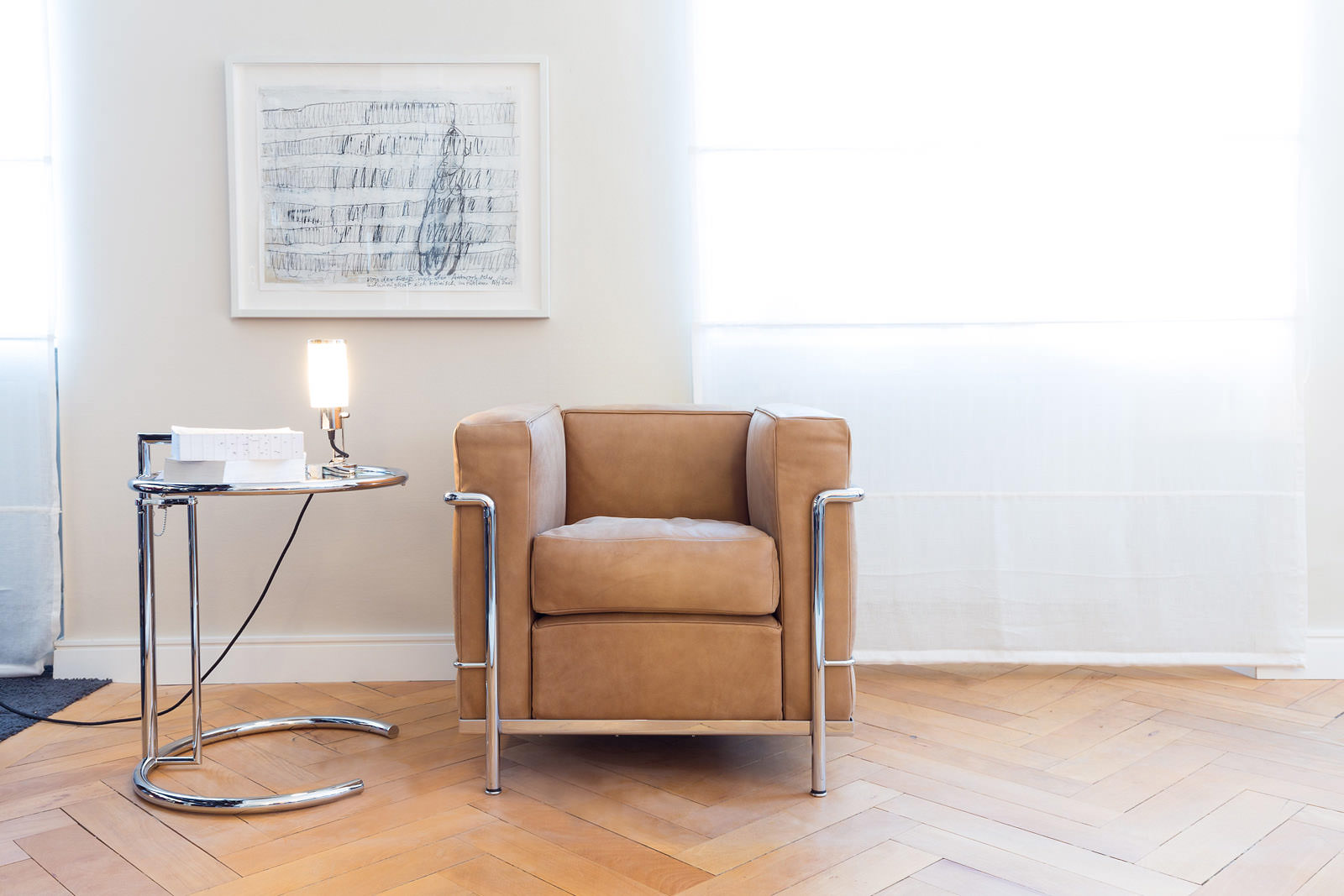
Fåtölj LC2, ritad av  Le Corbusier, Pierre Jeanneret och Charlotte Perriand 1928, tillverkad av Cassini sedan 1965
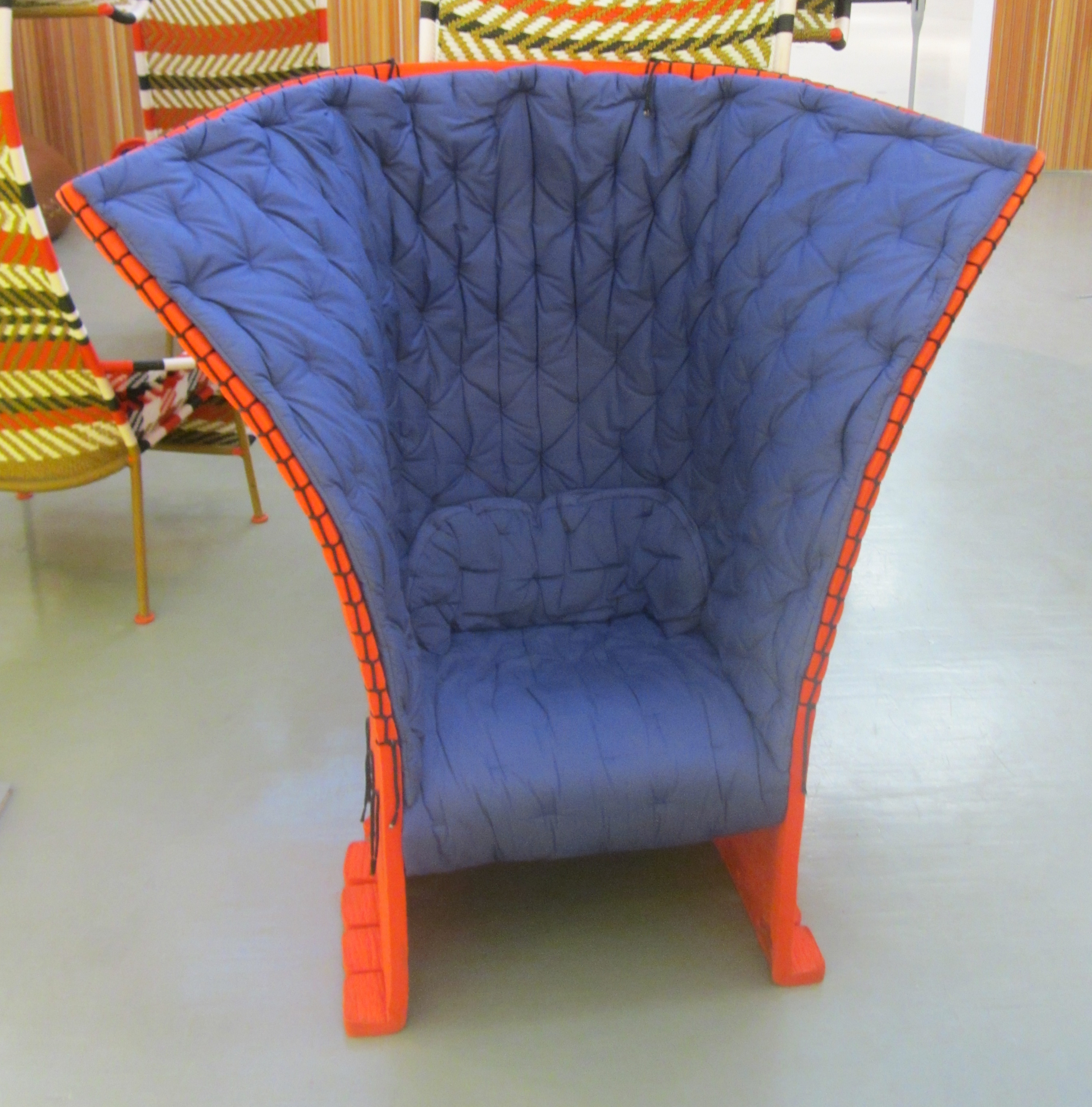
"I Feltri", ritad av Gaetano Pesce, tillverkat av Cassina från 1987
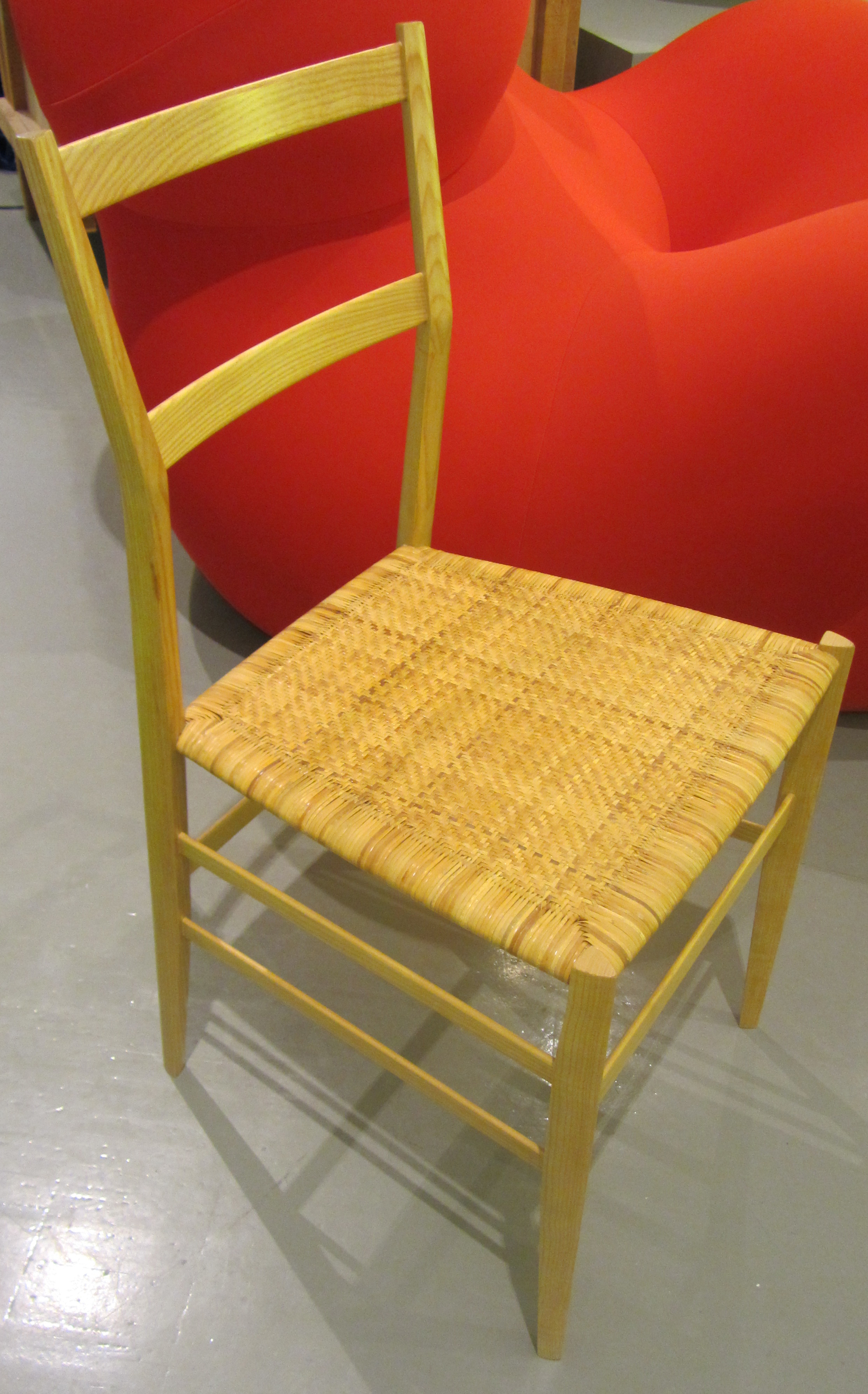
"Superleggera", ritad av Giò Ponti, tillverkad av Cassina från 1957
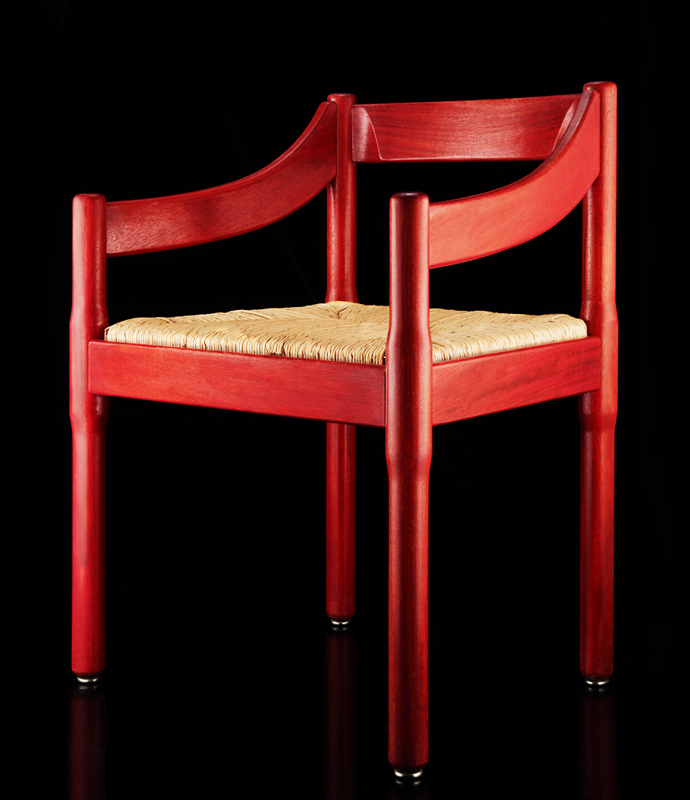
Stol "Carimate", ritad av Vico Magistretti 1959